# مقاطعة إيستلاند (تكساس)
مقاطعة إيستلاند (بالإنجليزية: Eastland  County)‏ هي إحدى المقاطعات في ولاية تكساس، الولايات المتحدة الأمريكية، يبلغ عدد سكانها 18,583 نسمة طبقا لإحصاء عام 2010 .

موقع المقاطعة في ولاية تكساس

## أعلام
- توماس جي. موريس